# Malu Dreyer
Marie-Luise (Malu) Dreyer (ur. 6 lutego 1961 w Neustadt an der Weinstraße) – niemiecka polityk, prawniczka i samorządowiec, minister w rządzie krajowym (2002–2013), premier Nadrenii-Palatynatu (2013–2024), w latach 2016–2017 przewodnicząca Bundesratu.

## Życiorys
Jej rodzice pracowali w szkolnictwie. Początkowo studiowała anglistykę i teologię katolicką na Uniwersytecie Jana Gutenberga w Moguncji, później podjęła i ukończyła studia prawnicze. Zdała następnie państwowe egzaminy prawnicze I i II stopnia.
Była zatrudniona na macierzystej uczelni do czasu, gdy w 1991 otrzymała nominację na prokuratora w Bad Kreuznach. W 1992 przeszła do pracy w administracji landtagu. W 1994 wstąpiła do Socjaldemokratycznej Partii Niemiec. W 1995 objęła stanowisko burmistrza Bad Kreuznach, zaś w 1997 została wiceburmistrzem Moguncji, odpowiadając za pomoc społeczną, sprawy młodzieży i mieszkalnictwa.
W 2002 weszła w skład rządu regionalnego Nadrenii-Palatynatu. Premier Kurt Beck powierzył jej resort pracy, spraw społecznych, rodziny i zdrowia. Stanowisko to utrzymywała również po wyborach w 2006 i 2011, w których uzyskiwała mandat posłanki do landtagu. 28 września 2012 Kurt Beck ogłosił swoją spodziewaną rezygnację z funkcji premiera. Współrządzące SPD i Zieloni na jego następcę wysunęły wówczas Malu Dreyer. Obowiązki premiera Nadrenii-Palatynatu objęła 16 stycznia 2013.
Malu Dreyer utrzymała mandat poselski również w 2016. Była wówczas głównym kandydatem regionalnej SPD, która zwyciężyła w wyborach do landtagu. 18 maja 2016 po raz drugi została premierem Nadrenii-Palatynatu, koalicję rządzącą uzupełniła dodatkowo Wolna Partia Demokratyczna. W kadencji 2016–2017 była przewodniczącą Bundesratu.
W czerwcu 2019 została jednym z trzech tymczasowych przewodniczących SPD, gdy z kierowania partią zrezygnowała Andrea Nahles. Po kolejnych rezygnacjach ostatecznie samodzielnie czasowo kierowała partią, kończąc urzędowanie w grudniu 2019. W 2021 ponownie jako liderka SPD wybrana do landtagu. Dotychczasowi koalicjanci odnowili porozumienie, co umożliwiło Malu Dreyer pozostanie na funkcji premiera. W czerwcu 2024 ogłosiła swoją rezygnację, w następnym miesiącu na funkcji premiera zastąpił ją Alexander Schweitzer.

## Odznaczenia
- Wielki Krzyż Zasługi z Gwiazdą i Wstęgą Orderu Zasługi Republiki Federalnej Niemiec (2023)[10]